# Die Erziehung des Menschengeschlechts
Die Erziehung des Menschengeschlechts (1780) ist das religionsphilosophische Hauptwerk Gotthold Ephraim Lessings.
Die besondere Bedeutung des Textes erschließt sich nicht auf den ersten Blick, besonders wenn man die Fiktion ernst nimmt, die Schrift sei von einem „guten Freund“, der sich gern „allerlei Hypothesen und Systeme“ mache, „um das Vergnügen zu haben, sie wieder einzureißen“ (Brief an H.S. Reimarus, 16. April 1778). Als tatsächlicher Verfasser hatte Körte 1841 den jungen Albrecht Daniel Thaer genannt.
Sie ergibt sich aber bei genauerer Untersuchung aus drei Zusammenhängen:
1. der Stellung im Gesamtwerk
2. dem Text selbst
3. den Argumentationszusammenhängen zu den anderen religionsphilosophischen Schriften

## Entstehungsgeschichte
Die „Erziehung des Menschengeschlechts“ gehört zu Lessings Spätwerk.
Die §§ 1–53 erschienen schon 1777 als Teil des Fragmentenstreits mit Hauptpastor Johann Melchior Goeze („Anti-Goeze“, 1778) und anderen. Innerhalb dieses bedeutenden Zusammenhangs nimmt die Schrift eine Sonderstellung ein, weil es der größte von Lessing selbst verfasste zusammenhängende Teil ist und sich somit aus dem Status reiner „Gegensätze“ hervorhebt. Die komplette Schrift (§§ 1–100) erschien 1780, in dem Jahr, in dem auch die so genannten „Jacobi-Gespräche“ geführt wurden, eine der wenigen Äußerungen Lessings, in denen er ohne taktische und „erzieherische“ Filterungen seine eigenen Ansichten über die Religion darlegt.
Zur selben Zeit (1779) erschien „Nathan der Weise“, Lessings dramatisches Hauptwerk, das eine ganz ähnliche Thematik behandelt. Dass Lessing dieses Werk durchaus als Fortsetzung der religionsphilosophischen Diskussion versteht, zeigt folgende Äußerung:
„Ich muß versuchen, ob man mich auf meiner alten Kanzel, auf dem Theater wenigstens, noch ungestört will predigen lassen.“
(Brief an E. Reimarus, 6. September 1778)

## Der Text
Vordergründig vergleicht Lessing in der Schrift die Entwicklung der menschlichen Vernunft mit der Entwicklung der Vernunft beim einzelnen Menschen, wobei Gott als eine Art Erzieher der Menschheit erscheint. Die göttliche Offenbarung ist dabei für das Menschengeschlecht das, was die Erziehung für den einzelnen Menschen ist. Diese „Erziehung“ erfolgt im Wesentlichen in drei Stadien:
Im ersten geschieht sie durch unmittelbare sinnliche Strafen und Belohnungen (=AT); im zweiten Stadium werden durch die Lehre von der Unsterblichkeit der Seele Lohn und Bestrafung ins Jenseits verlagert (=NT); und in einem dritten Stadium wird es keine Belohnungen und Strafen mehr geben, weil die menschliche Vernunft so weit entwickelt ist, dass die Menschen das Gute tun, weil es das Gute ist (=Ewiges Evangelium). Diese drei Stadien durchlaufen alle Völker, so dass man an ihren positiven Religionen den jeweiligen Entwicklungsstand ihrer Vernunft erkennen kann.
Die zentralen Kategorien des benutzten Vergleichs sind „Offenbarung“ und „Erziehung“ auf der einen und „Vernunft“ und „Entwicklung“ auf der anderen Seite. In der gesamten Schrift gibt es sowohl Belege für eine angenommene Dominanz der Offenbarung (§§ 7, 77) als auch für ein Primat der Vernunft (§§ 4, 65, 84, 91).
Dieser oberflächliche Widerspruch löst sich auf, wenn man die fremdgesteuerte Offenbarung (durch einen außerweltlichen Gott) und die selbstgesteuerte Vernunft (durch einen innerweltlichen Gott) nur als zwei Seiten einer dialektischen Einheit betrachtet (nahegelegt auch durch die §§ 36, 37) und die autonome menschliche Vernunft als deren tiefere Struktur begreift. Dann erscheint die göttliche Offenbarung nur als ein Bild für den jeweiligen Entwicklungsstand der menschlichen Vernunft und Gott als Bild für den innermenschlichen Imperativ zu ebendieser Weiterentwicklung, die in einer zunehmenden Konkretisierung des Bildes von der Offenbarung besteht. Die Offenbarung wird damit zum „Noch-Nicht“ der Vernunft. Die „Erziehung“ eines „ausgewählten Volkes“ durch „göttliche Offenbarung“ steht also dafür, dass die gesamte Menschheit sich durch mythologische Erklärungen der Natur und durch die schrittweise Entmythologisierung dieser Erklärungen, d. h. rein immanent, entwickelt. Offenbarung erscheint Lessing hierbei lediglich als historisches Faktum, während die Vernunft ewig ist. Der Entwicklungsgedanke belegt nicht nur den „Glauben“ Lessings an einen innerweltlichen Gott (Deus sive Natura), sondern auch seine Überzeugung von einer positiven Entwicklung der Menschheit. Es ist für ihn ein Naturgesetz allen Lebens, dass eine ständige Spannung zwischen gegenwärtiger Unvollkommenheit und zukünftiger Vollkommenheit besteht, und dass die Entwicklung der Vernunft und Moral von einem zum anderen Pol verläuft.
Gleichwohl erwähnt Lessing auch den „Lästerungsgedanken“, dass der Glaube an den Fortschritt ein Irrglaube sei (Parallele zu der Annahme des Richters in der „Ringparabel“ in „Nathan der Weise“, wonach der echte Ring verloren gegangen sei). Nur inständiges Beten könne diesen „Lästerungsgedanken“ vertreiben (verdrängen?).
Ein wichtiges Moment bei der Schrift Die Erziehung des Menschengeschlechts kommt ganz am Ende, wo zum ersten Mal im christlichen Europa der Reinkarnationsgedanke als wünschenswerte Denkmöglichkeit auftaucht. Die Reinkarnation, die in der späten indischen Zeit ganz in eine pessimistische Stimmung getaucht ist – „Leben ist Leiden“ (Buddha) kommt hier als großartige Chance zum Vorschein. Zitat: „§ 94 Warum könnte jeder einzelne Mensch auch nicht mehr als einmal auf dieser Welt vorhanden gewesen sein? § 95 Ist diese Hypothese darum so lächerlich, weil sie die älteste ist? – weil der menschliche Verstand, ehe ihn die Sophisterey der Schule zersträut und geschwächt hatte, sogleich darauf verfiel? […] § 98 Warum sollte ich nicht so oft wiederkommen, als ich neue Kenntnisse, neue Fertigkeiten zu erlangen geschickt bin? Bringe ich auf einmal so viel weg, dass es der Mühe wiederzukommen etwa nicht lohne? § 99 Darum nicht? – Oder, weil ich es vergesse, dass ich schon dagewesen? Wohl mir, dass ich das vergesse. Die Erinnerung meiner vorigen Zustände würde mir nur einen schlechten Gebrauch des gegenwärtigen zu machen erlauben. Und was ich auf itzt vergessen muss, habe ich denn das auf ewig vergessen? § 100 Oder weil zu viel Zeit für mich verloren gehen würde? – Verloren? – Und was habe ich denn zu versäumen? Ist nicht die ganze Ewigkeit mein?“

## Ähnliche Argumentationen in anderen Schriften Lessings
Bei allen religionsphilosophischen Schriften des Aufklärers ist stets ein (reales oder fiktives) Gegenüber mitzudenken. Lessing setzt sich mit den herrschenden Strömungen religionsphilosophischen Denkens seiner Zeit auseinander. Dabei ist ihm die Meinung des jeweiligen Dialogpartners zu wichtig, um einfach „beiseite“ gesetzt zu werden („Leibniz, von den ewigen Strafen“, 1773). Vielmehr bemüht er sich in exoterischer Redeweise, seine Gegner auf ihrem jeweiligen „Wege zur Wahrheit zu führen“ (ebd.). Insofern sind sämtliche Schriften nicht esoterisch, sondern immer als „Gegen-Schriften“ zu verstehen, bei denen man wissen muss, an wen er sich wendet, um dann indirekt daraus seine eigene Meinung zu erschließen. Diese „Taktik“ hat nichts mit Opportunismus zu tun, sondern entspringt der Hochachtung vor der Meinung des anderen (Toleranz) und der Überzeugung, dass niemand jemals „vorsätzlich sich selbst verblendet habe“ („Eine Duplik“, 1778).
Die herrschenden geistigen Strömungen, mit denen Lessing sich auseinandersetzt, sind im Wesentlichen: der Deismus, die Neologie, die Orthodoxie.
Gegen die Deisten verteidigt Lessing das Recht des „Gefühlschristen“ auf seine Religion und sein tätiges Christentum („Gegensätze zum 1.-5. Fragment“, 1777; „Das Testament Johannis“, 1777). Er wendet sich gegen deren „Vernünfteln“, das spitzfindig, überheblich und widerlegbar ist, und plädiert dafür, alte Gesetze, für die noch kein vernünftiger Ersatz da ist, beizubehalten („Der Freigeist“, 1749; Brief an Karl, 2. Februar 1774).
An den Neologen kritisiert er vor allem die Vermengung von Glaubenssätzen und Vernunftüberlegungen. Er sieht in den Halbheiten und Falschheiten dieser Rechtfertigungsideologie die Vernunft zur bloßen Stütze der Offenbarung degradiert („Fragment eines Gesprächs“, 1774).
Die Orthodoxen fordert er auf, ihre Religion kritisch zu überprüfen und diese Diskussion nicht auf die eigene Religion zu beschränken, sondern den gemeinsamen Kern aller positiven Religionen herauszufinden („Rettung des Hier. Cardanus“, 1754; „Über die Elpistiker“, 1763). Die Argumentation sollte dabei nicht mit „zufälligen Geschichtswahrheiten“, sondern mit „notwendigen Vernunftwahrheiten“ geschehen („Neue Hypothese über die Evangelisten …“, 1778; „Die Religion Christi“, 1780) und über die Unzulänglichkeiten des bloßen „Buchstaben“ der Bibel hinausgehen („Eine Parabel“, 1778). So könnte es gelingen, zu einer „natürlichen Religion“ vorzudringen, die dann wiederum die Offenbarung als Beleg für ihre vernünftige Notwendigkeit nicht mehr benötigt, weil sie auf einem „Christentum der Vernunft“ (1753) basiert.
Viele dieser Argumentationszusammenhänge ziehen sich durch die Diskussionen innerhalb des Fragmentenstreits, als dessen Teil ja auch die „Erziehung des Menschengeschlechts“ zuerst erschienen ist. Und alle Gedanken treten auch innerhalb der „Erziehung“ auf, in der ja gerade die relative Wahrheit der christlichen Religion einerseits und ihre geschichtliche Notwendigkeit andererseits erläutert werden. So ist für den gläubigen „Gefühlschristen“ eines der beiden „Elementarbücher“ (AT, NT) durchaus noch angemessen, solange kein vernünftiger Ersatz da ist, oder von ihm nicht angenommen werden kann. Es ist deshalb nicht nötig, daran „herumzuvernünfteln“, wie das die Deisten tun. Den Rechtfertigungsüberlegungen der Neologen setzt Lessing in der „Erziehung“ eine – zumindest – gleichgewichtige Vernunft entgegen, die bei genauem Hinsehen sogar der dominante Teil der dialektischen Verbindung ist. Das ganze Konzept der Schrift schließlich setzt die Kritik an der Orthodoxie konstruktiv um, in dem Lessing hier ja ausführlich die eigene Religion hinterfragt, sie auf eine Stufe mit anderen Religionen stellt, und versucht, zu einem gemeinsamen Kern, dem „Ewigen Evangelium“ oder dem „Christentum der Vernunft“ zu gelangen.